# Salus

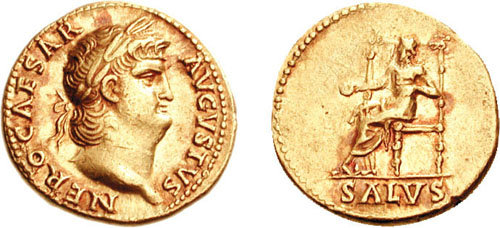
Aureus (7.29 g) (54-68) emis sub Nero, monetăria din Roma:
Avers: circular: NERO CAESAR AVGVSTVS, central, spre dreapta: cap laureat; revers: în centru zeița Salus, spre stânga, așezată, ținând o pateră (castron pentru libație); în exergă: SALVS,

Salus era divinitatea sănătății, a salvării și a binelui public, în mitologia romană. Era personificarea stării de bine (sănătate și prosperitate) atât ca individ, cât și ca Res Publica. A fost comparabilă cu zeița greacă Higeea, cu toate că au avut funcții diferite.

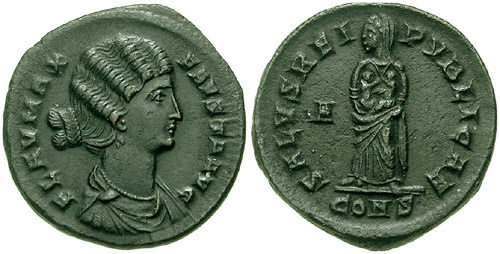
Follis emis în 326, la monetăria din Constantinopol.
Avers: circular: FLAV MAX FAVSTA AVG, bust spre dreapta drapat; părul aranjat în conci;
Revers: SALVS REIPVBLICAE; A; Fausta, soția lui Constantin cel Mare, reprezentată ca Salus, și copiii Constantin al II-lea și Constantius.
În exergă: CONS, marcă a atelierului monetar din Constantinopol

## Evoluție
Această zeitate, cu timpul, a ajuns să se identifice în religia romană, cu Valetudo, zeitate a sănătății personale, derivând din zeitatea greacă Higeea. Deși fusese considerată o zeitate minoră, ca Salus Publica Populi Romani, a avut templu propriu, pe Quirinal, inaugurat în 302 î.Hr. Mai târziu a devenit mai mult decât o simplă protectoare a sănătății personale. Prin 180 î.Hr. au fost inițiate primele sacrificii în onoarea, nu numai a zeilor Apollo și Esculap, ci și a lui Salus. Exista, de altfel, o statuie a zeiței Salus în Templul Concordiei în Roma. Sărbătoarea sa era celebrată în calendarul roman la 30 martie.